# 阿達英次郎
阿達 英次郎（あだち えいじろう、1902年6月11日 - 1989年）は、日本の医師、医学博士、開業医、栄典は勲五等・瑞宝章。

## 略歴
- 1902年（明治35年）6月11日 - 山形県西田川郡加茂町（現・鶴岡市）に生れる。
- 荘内中学校（現・山形県立鶴岡南高等学校）卒業
- 1933年（昭和8年） - 日本医科大学卒業
- 1934年（昭和9年） - 台湾の台北市に開業する。
- 1935年（昭和10年） - 日本に帰国し東田川郡泉村（現・鶴岡市羽黒町）内科・小児科医院を開業する。
- 泉小学校校医 就任。
- 庄内地方の子供たちにくる病が多い事に疑問を持ち、その原因究明の研究に励む。
- 庄内のくる病は蛋白欠乏が原因である事を突き止める。
- 1950年（昭和25年） - 阿達の訴えにより、山形県が「くる病対策要項」をまとめる。
- 1958年（昭和33年） - 山形県知事表彰 授与
- 1961年（昭和36年）3月31日 - くる病の研究による論文で日本医科大学より医学博士号が授与される。
- 1964年（昭和39年） - 厚生大臣表彰 授与
- 1979年（昭和54年） - 勲五等瑞宝章 叙位叙勲
- 1989年（昭和64年） - 死去。享年87。

## 著作物
博士論文
- 『くる病に関する研究』 1961年 日本医科大学